# Zbigniew Marquart
Zbigniew Artur Marquart (ur. 6 stycznia 1914 we Lwowie, zm. 20 stycznia 2002 w Chicago) – podoficer artylerii Wojska Polskiego II RP, major artylerii przeciwlotniczej Polskich Sił Zbrojnych, działacz emigracyjny.

## Życiorys
Zbigniew Artur Marquart urodził się 6 stycznia 1914 we Lwowie. Brat Danuty (po mężu Terlecka) i Hali.
W czasie kampanii wrześniowej brał udział jako ogniomistrz podchorąży 2 Baterii Motorowej Artylerii Przeciwlotniczej od 20 września 1939. Podczas okupacji niemieckiej był żołnierzem Związek Walki Zbrojnej oraz Narodowych Sił Zbrojnych–Związku Jaszczurczego w Łodzi. Był wydawcą i redaktorem pisma NSZ, „Na Zachodnim Szańcu”. Działał także jako oficer wywiadu NSZ na obszarze III Rzeszy. Po aresztowaniu na terenie Łodzi w lutym 1943 był osadzony w niemieckim obozie koncentracyjnym Mauthausen-Gusen.
Po zakończeniu wojny był oficerem Oddziału II BŚ oraz 2 Korpusu Polskiego, działając jako dowódca punktów przerzutowych z obszaru Niemiec do Polski. Awansowany na stopień majora artylerii przeciwlotniczej Polskich Sił Zbrojnych.
Po wojnie pozostał na emigracji w Stanach Zjednoczonych. Osiadł w Chicago, zamieszkując w Trójkącie Polonijnym, gdzie zaangażował się w działalność społeczną. Zmarł 20 stycznia 2002 w Chicago.
Jego żoną została Jadwiga z domu Harriet, a ich córką Bożenna (po mężu Haszlakiewicz, prezeska Legionu Młodych Polek w Ameryce).

## Odznaczenia
- Krzyż Kawalerski Orderu Odrodzenia Polski (11 listopada 1986, za zasługi na polu propagowania historii i kultury polskiej wśród społeczeństwa polskiego i amerykańskiego na terenie Stanów Zjednoczonych Ameryki Północnej)[6].
- Krzyż Narodowego Czynu Zbrojnego[7]